# 10 True Things & A Filthy Dirty Lie
10 True Things & A Filthy Dirty Lie er et album af Inge Berge, udgivet den 14. april 2010.

## Sporliste
| Nr. | Titel                        | Længde |
| --- | ---------------------------- | ------ |
| 1.  | "Hacksaw"                    |        |
| 2.  | "Dance, Monkey, Dance"       |        |
| 3.  | "The Truth That Lies Behind" |        |
| 4.  | "Joey"                       |        |
| 5.  | "Prison Nation"              |        |
| 6.  | "Fiona"                      |        |
| 7.  | "Sarah Has a Garden"         |        |
| 8.  | "Fix You Up"                 |        |
| 9.  | "Hymn"                       |        |
| 10. | "One True Thing"             |        |
| 11. | "Ah! This Vanity"            |        |